# Vladímir Portnói
Vladímir Portnói (Odesa, Ucrania, 9 de junio de 1931-19 de febrero de 1984) es un gimnasta artístico soviético subcampeón olímpico en 1960 en el concurso por equipos.

## Carrera deportiva
En los JJ. OO. de Roma de 1960 consigue la medalla de plata en el concurso por equipos, quedando situados en el podio por detrás de los japoneses y por delante de los italianos, y sus compañeros en el equipo soviético fueron: Albert Azaryan, Valery Kerdemilidi, Nikolai Miligulo, Boris Shakhlin y Yuri Titov. Además en las mismas olimpiadas, gana el bronce en salto de potro, tras su compatriota Boris Shakhlin y el japonés Takashi Ono, ambos empatados con el oro.